# (7127) Stifter
(7127) Stifter ist ein Asteroid des äußeren Hauptgürtels, der am 9. September 1991 von den deutschen Astronomen Freimut Börngen und Lutz D. Schmadel an der Thüringer Landessternwarte Tautenburg (IAU-Code 033) im Tautenburger Wald in Thüringen entdeckt wurde.
Der Asteroid wurde nach dem böhmisch-österreichischen Schriftsteller, Maler und Pädagogen Adalbert Stifter (1805–1868) benannt, der zu den bedeutendsten Autoren des Biedermeier zählt.